# 24 Ore di Le Mans 1998
La 24 Ore di Le Mans 1998 è stata la 66ª maratona automobilistica svoltasi sul Circuit de la Sarthe di Le Mans, in Francia, il 6 e il 7 giugno 1998. Hanno gareggiato assieme quattro classi di automobili da competizione, ognuna delle quali ha avuto il suo vincitore. Le vetture, appartenenti alle classi LMP1 e LMP2, erano sportprototipi di categoria Le Mans Prototype appositamente progettati e costruiti per le gare, mentre le classi GT1 e GT2 comprendevano vetture derivate da automobili GT stradali.

## Contesto
Nell'edizione del 1998, sono presenti in veste ufficiale diverse case automobilistiche per contendersi la vittoria assoluta: Porsche, Mercedes-Benz, Toyota, Nissan e Panoz che schierano delle GT1 mentre la BMW e la Porsche-Joest gareggiano con sport LMP1; inoltre diverse squadre private schierano vetture competitive come Ferrari 333 SP, Courage e McLaren F1 GTR. Nella classe GT2 la sfida è tra le Chrysler Viper GTS-R ufficiali e le numerose Porsche 911 GT2 schierate da team privati.

## Qualifiche
Durante le prove di qualifica del giovedì le vetture più veloci sembrano le Toyota GT-One, ma la pole position viene conquistata dalla Mercedes-Benz CLK-LM di Bernd Schneider, segnando un tempo di 8 secondi inferiore rispetto alla pole GT1 dell'anno precedente, grazie ad una vettura assettata per compiere un giro secco e dotata di copricerchioni aerodinamici.

## Gara

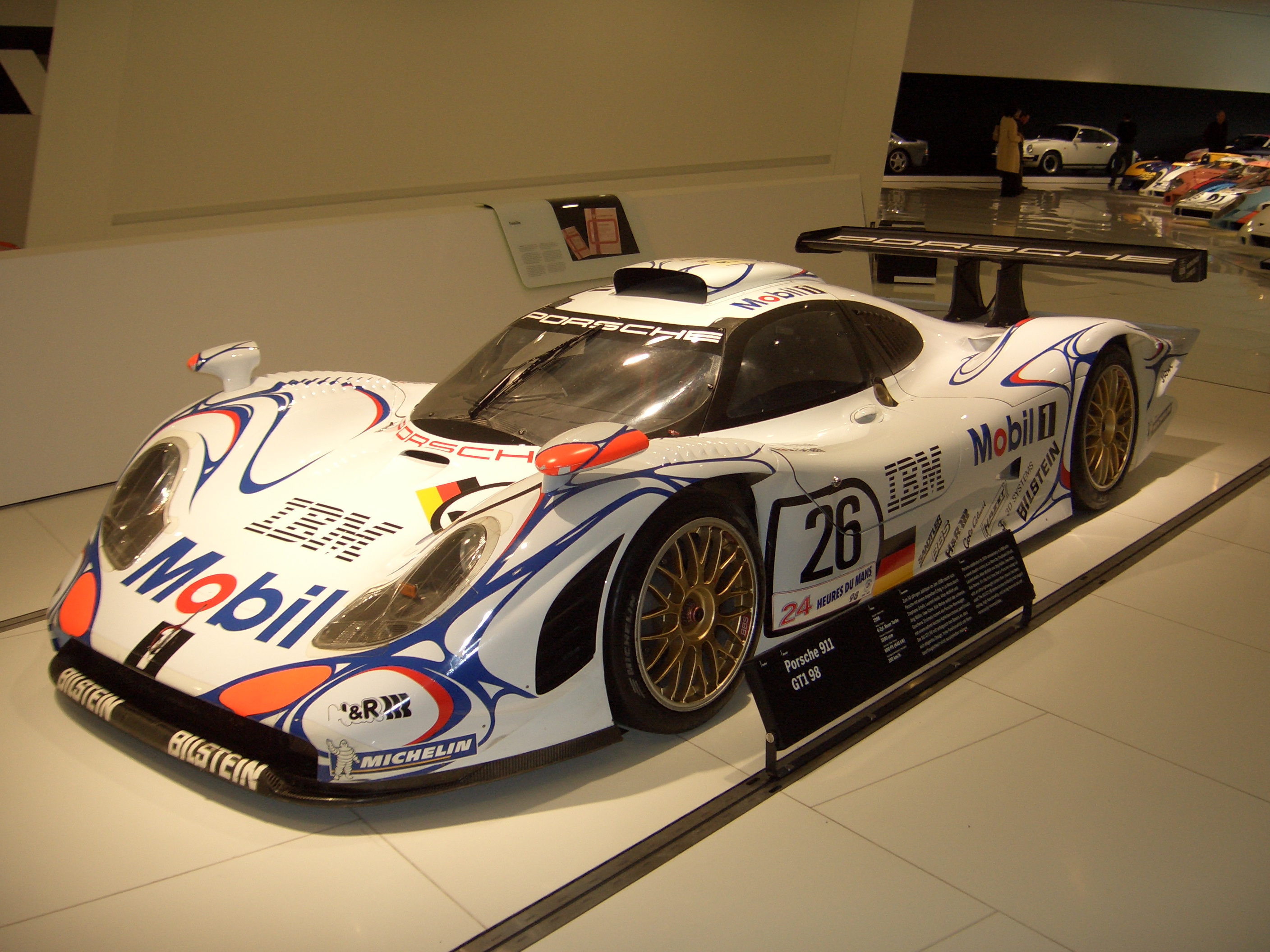
La Porsche 911 GT1-98 n. 26, vincitrice assoluta dell'edizione.

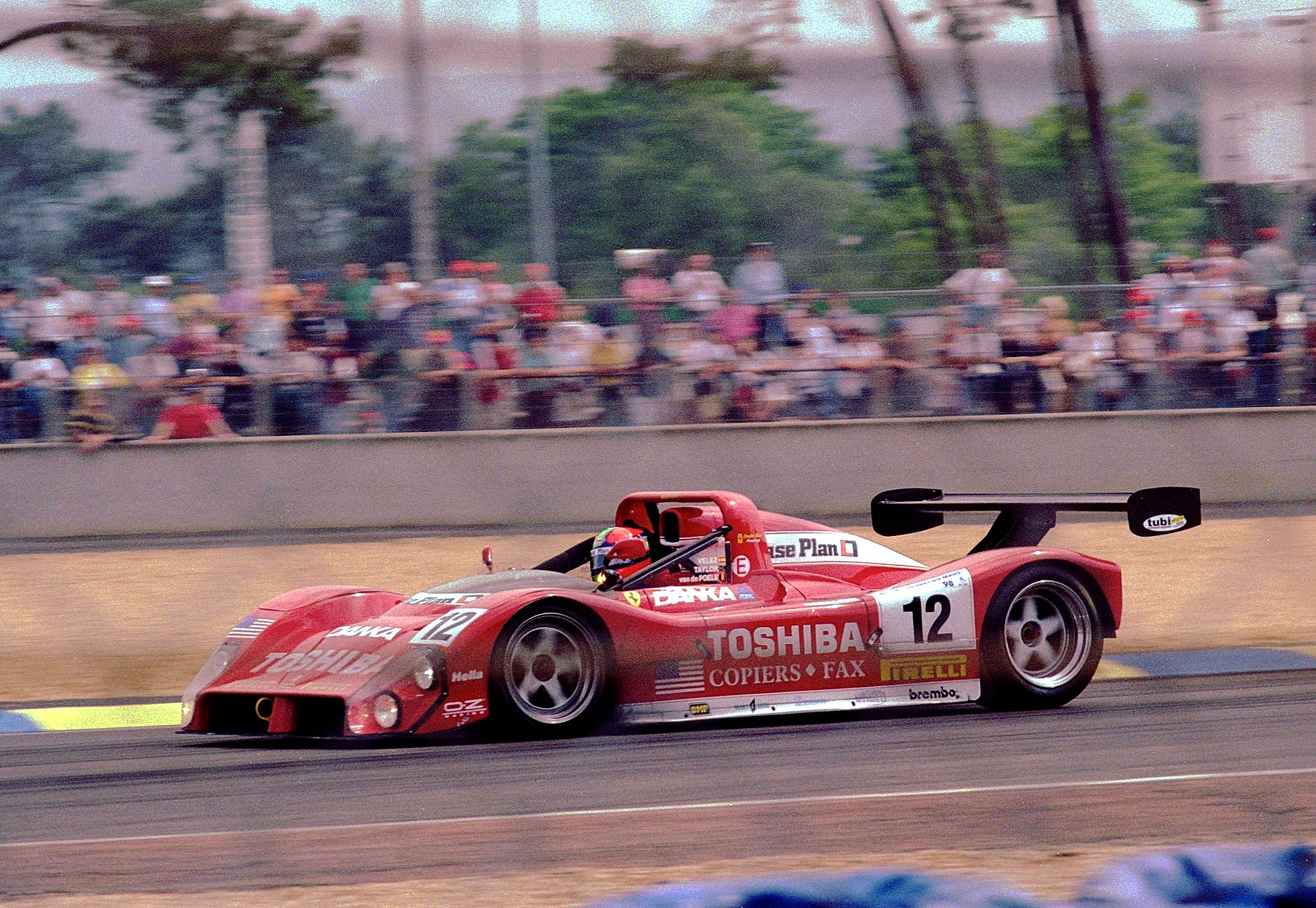
La Ferrari 333 SP n. 12, vincitrice in classe P1.

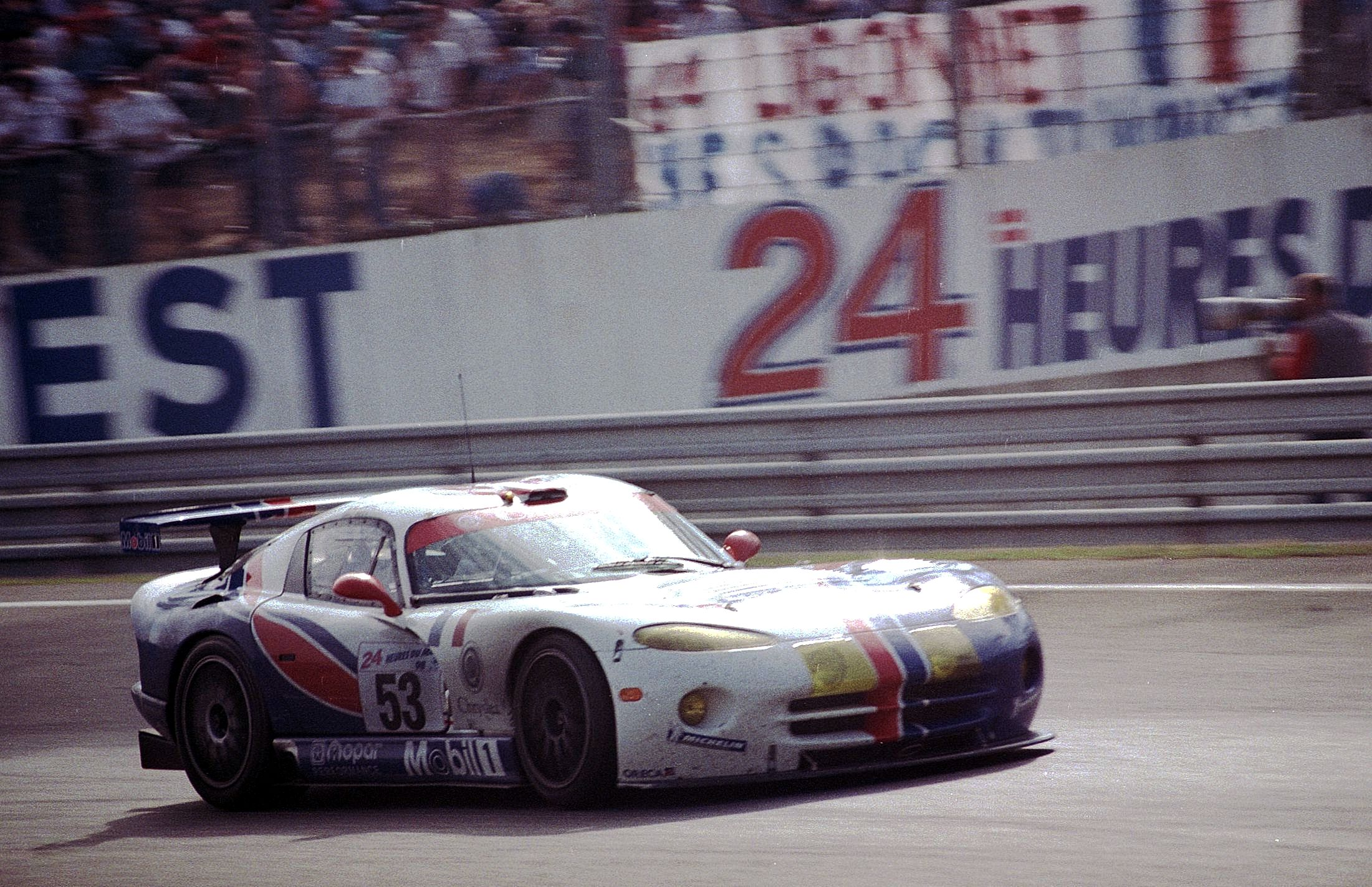
La Chrysler Viper GTS-R n. 53, vincitrice in classe GT2.

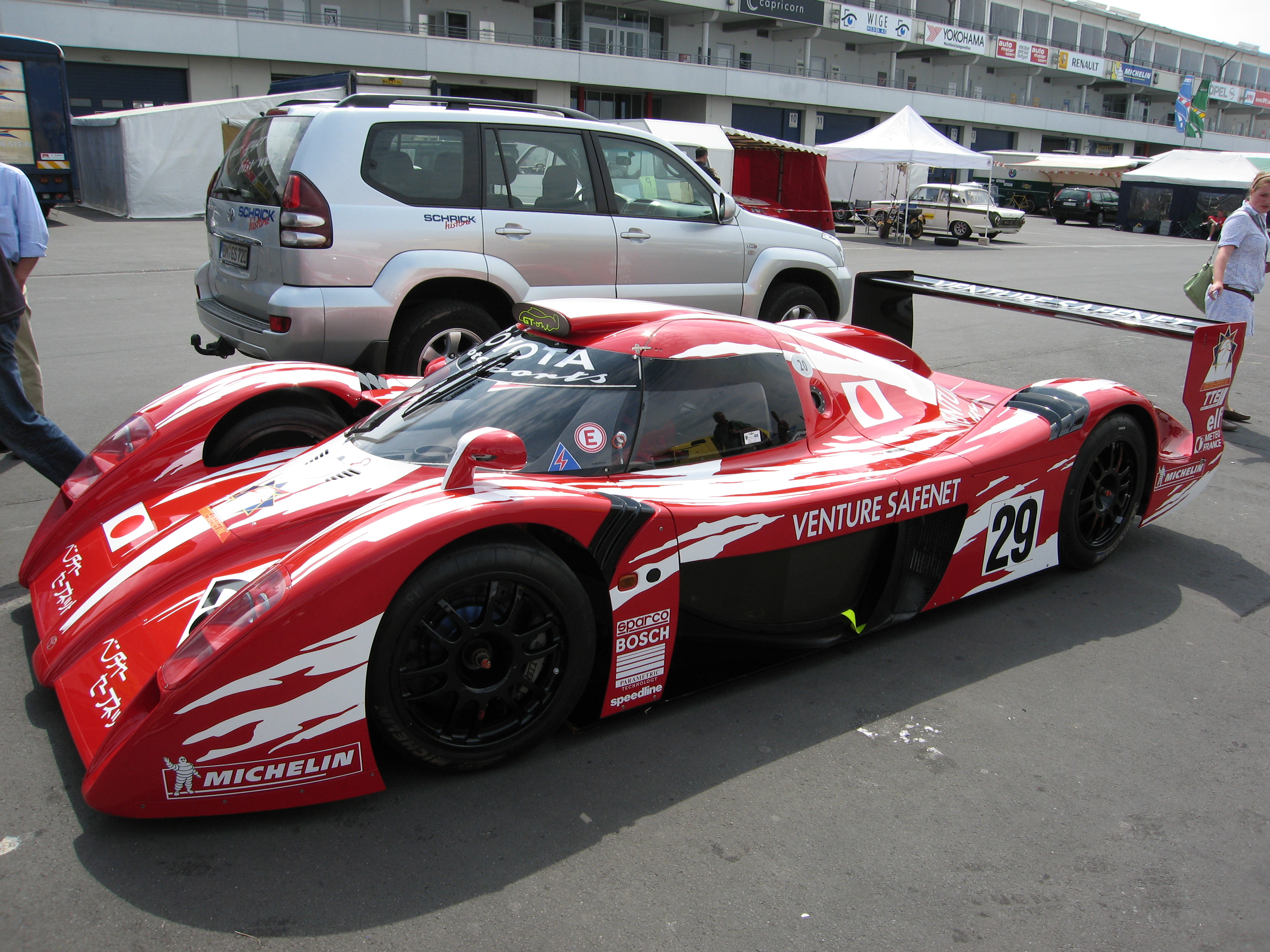
La Toyota GT-One n. 29, tra le protagoniste della corsa.

In gara, nelle fasi iniziali, le Toyota vanno al comando imprimendo un ritmo elevato, dopo appena 75 minuti dal via, sulla Mercedes di Bernd Schneider mentre è in seconda posizione insorgono problemi di affidabilità, un guasto elettrico all'idroguida compromette la pompa del sistema di raffreddamento del motore, causandone il surriscaldamento e la rottura. Un'ora più tardi la stessa sorte condanna anche l'altra Mercedes.
Anche le 2 sport BMW escono di scena anzitempo per futili inconvenienti tecnici, per grippaggio dei cuscinetti delle ruote; anche le Porsche-Joest vincitrici delle due edizioni precedenti si ritirano entrambe, la vettura di Michele Alboreto dopo un terzo di gara per guasto elettrico e la vettura gemella per incidente.
Le stesse Toyota che conducono una gara all'attacco, non sono indenni da problemi, dopo poche ore la n. 28 di Éric Hélary perde 8 giri ai box per problemi all'impianto frenante, la n. 29 al comando per diverse ore deve invece sostituire il cambio perdendo in questa operazione 4 giri.
All'imbrunire vanno in testa le Porsche 911 GT1-98, alternandosi al comando per tutta la notte fino all'alba. La Toyota n. 28 esce di pista e resta distrutta. Alle ore 6.00 del mattino la Porsche n. 26 di Allan McNish, si ferma ai box per problemi di surriscaldamento al motore, pochi minuti dopo anche l'altra 911 GT1 rientra ai box per riparare i danni causati da un fuoripista. McNish torna in pista dopo uno stop di 20 minuti, entrambe le Porsche hanno un gap di 3 giri dalla Toyota #29 nel frattempo risalita al 1º posto in classifica. Le Porsche riagguantano il 2º e il 3º posto superando le Nissan R390 GT1.
Alle ore 8.00 sulla Toyota di testa si manifestano nuovamente problemi al cambio che la rallentano, ne approfittano le Porsche che riducono il margine di svantaggio. Nelle ultime ore di gara la Toyota n. 29 e la Porsche n. 26 si alternano al comando dopo ogni rifornimento, ma quando manca meno di un'ora e mezza alla fine, la Toyota GT-One di Thierry Boutsen che guida la corsa con 45 secondi di vantaggio sulla Porsche 911 GT1, si ferma improvvisamente alla curva Arnage per la rottura del cambio, le Porsche vanno quindi in testa e terminano la gara al 1º e al 2º posto, vince l'equipaggio Laurent Aiello, Allan McNish e Stéphane Ortelli.
L'unica Toyota rimasta in gara condotta da piloti giapponesi, si classifica nona a 25 giri dalla vincitrice, la Porsche 911 GT1-98. Le 4 Nissan R390 GT1 in gara mantengono un ritmo regolare ma non molto veloce, senza problemi di rilievo, tanto da arrivare tutte al traguardo. Nel complesso la gara ha visto un predominio delle vetture GT1 suo prototipi LMP1, di cui la migliore classificata è la Ferrari 333 SP del team MOMO arrivata 8ª assoluta. In classe GT2 vittoria per la Chrysler Viper GTS-R del team Oreca.

## Classifica finale
I vincitori di classe sono scritti in grassetto e ombreggiati in giallo. Le vetture che non hanno coperto almeno il 70% della distanza coperta dal vincitore non vengono classificate.
| Posizione | Classe | N° | Squadra                               | Piloti                                                    | Vettura                            | Pneumatici | Giri |
| Posizione | Classe | N° | Squadra                               | Piloti                                                    | Motore                             | Pneumatici | Giri |
| --------- | ------ | -- | ------------------------------------- | --------------------------------------------------------- | ---------------------------------- | ---------- | ---- |
| 1         | GT1    | 26 | Porsche AG                            | Laurent Aiello Allan McNish Stéphane Ortelli              | Porsche 911 GT1-98                 | M          | 351  |
| 1         | GT1    | 26 | Porsche AG                            | Laurent Aiello Allan McNish Stéphane Ortelli              | Porsche 3.2L Turbo Flat-6          | M          | 351  |
| 2         | GT1    | 25 | Porsche AG                            | Jörg Müller Uwe Alzen Bob Wollek                          | Porsche 911 GT1-98                 | M          | 350  |
| 2         | GT1    | 25 | Porsche AG                            | Jörg Müller Uwe Alzen Bob Wollek                          | Porsche 3.2L Turbo Flat-6          | M          | 350  |
| 3         | GT1    | 32 | Nissan Motorsports TWR                | Aguri Suzuki Kazuyoshi Hoshino Masahiko Kageyama          | Nissan R390 GT1                    | B          | 347  |
| 3         | GT1    | 32 | Nissan Motorsports TWR                | Aguri Suzuki Kazuyoshi Hoshino Masahiko Kageyama          | Nissan VRH35L 3.5L Turbo V8        | B          | 347  |
| 4         | GT1    | 40 | Gulf Team Davidoff EMKA Racing        | Steve O'Rourke Tim Sugden Bill Auberlen                   | McLaren F1 GTR                     | P          | 343  |
| 4         | GT1    | 40 | Gulf Team Davidoff EMKA Racing        | Steve O'Rourke Tim Sugden Bill Auberlen                   | BMW S70 6.0L V12                   | P          | 343  |
| 5         | GT1    | 30 | Nissan Motorsports TWR                | John Nielsen Michael Krumm Franck Lagorce                 | Nissan R390 GT1                    | B          | 342  |
| 5         | GT1    | 30 | Nissan Motorsports TWR                | John Nielsen Michael Krumm Franck Lagorce                 | Nissan VRH35L 3.5L Turbo V8        | B          | 342  |
| 6         | GT1    | 31 | Nissan Motorsports TWR                | Jan Lammers Érik Comas Andrea Montermini                  | Nissan R390 GT1                    | B          | 342  |
| 6         | GT1    | 31 | Nissan Motorsports TWR                | Jan Lammers Érik Comas Andrea Montermini                  | Nissan VRH35L 3.5L Turbo V8        | B          | 342  |
| 7         | GT1    | 45 | Panoz Motorsports Inc.                | David Brabham Andy Wallace Jamie Davies                   | Panoz Esperante GTR-1              | M          | 335  |
| 7         | GT1    | 45 | Panoz Motorsports Inc.                | David Brabham Andy Wallace Jamie Davies                   | Ford Roush 6.0L V8                 | M          | 335  |
| 8         | LMP1   | 12 | Doyle-Risi Competizione               | Wayne Taylor Eric van de Poele Fermín Velez               | Ferrari 333 SP                     | P          | 332  |
| 8         | LMP1   | 12 | Doyle-Risi Competizione               | Wayne Taylor Eric van de Poele Fermín Velez               | Ferrari F310E 4.0L V12             | P          | 332  |
| 9         | GT1    | 27 | Toyota Motorsports Toyota Team Europe | Ukyo Katayama Toshio Suzuki Keiichi Tsuchiya              | Toyota GT-One                      | M          | 326  |
| 9         | GT1    | 27 | Toyota Motorsports Toyota Team Europe | Ukyo Katayama Toshio Suzuki Keiichi Tsuchiya              | Toyota R36V 3.6L Turbo V8          | M          | 326  |
| 10        | GT1    | 33 | Nissan Motorsports TWR                | Satoshi Motoyama Takuya Kurosawa Masami Kageyama          | Nissan R390 GT1                    | B          | 319  |
| 10        | GT1    | 33 | Nissan Motorsports TWR                | Satoshi Motoyama Takuya Kurosawa Masami Kageyama          | Nissan VRH35L 3.5L Turbo V8        | B          | 319  |
| 11        | GT2    | 53 | Viper Team Oreca                      | Justin Bell David Donohue Luca Drudi                      | Chrysler Viper GTS-R               | M          | 317  |
| 11        | GT2    | 53 | Viper Team Oreca                      | Justin Bell David Donohue Luca Drudi                      | Chrysler 8.0L V10                  | M          | 317  |
| 12        | LMP1   | 16 | Kremer Racing                         | Ricardo Agusta Almo Coppelli Xavier Pompidou              | Kremer K8/2 Spyder                 | G          | 314  |
| 12        | LMP1   | 16 | Kremer Racing                         | Ricardo Agusta Almo Coppelli Xavier Pompidou              | Porsche Type-935 3.2L Turbo Flat-6 | G          | 314  |
| 13        | GT2    | 51 | Viper Team Oreca                      | Olivier Beretta Pedro Lamy Tommy Archer                   | Chrysler Viper GTS-R               | M          | 312  |
| 13        | GT2    | 51 | Viper Team Oreca                      | Olivier Beretta Pedro Lamy Tommy Archer                   | Chrysler 8.0L V10                  | M          | 312  |
| 14        | LMP1   | 3  | Moretti Racing Inc.                   | Gianpiero Moretti Mauro Baldi Didier Theys                | Ferrari 333 SP                     | Y          | 311  |
| 14        | LMP1   | 3  | Moretti Racing Inc.                   | Gianpiero Moretti Mauro Baldi Didier Theys                | Ferrari F310E 4.0L V12             | Y          | 311  |
| 15        | LMP1   | 15 | Courage Compétition                   | Henri Pescarolo Olivier Grouillard Franck Montagny        | Courage C36                        | M          | 304  |
| 15        | LMP1   | 15 | Courage Compétition                   | Henri Pescarolo Olivier Grouillard Franck Montagny        | Porsche Type-935 3.0L Turbo Flat-6 | M          | 304  |
| 16        | LMP1   | 24 | Courage Compétition                   | Yojiro Terada Franck Fréon Olivier Thévenin               | Courage C41                        | M          | 300  |
| 16        | LMP1   | 24 | Courage Compétition                   | Yojiro Terada Franck Fréon Olivier Thévenin               | Porsche Type-935 3.0L Turbo Flat-6 | M          | 300  |
| 17        | GT2    | 64 | Roock Racing                          | Claudia Hürtgen Michel Ligonnet Robert Nearn              | Porsche 911 GT2                    | Y          | 285  |
| 17        | GT2    | 64 | Roock Racing                          | Claudia Hürtgen Michel Ligonnet Robert Nearn              | Porsche 3.8L Turbo Flat-6          | Y          | 285  |
| 18        | GT2    | 69 | Michel Nourry                         | Michel Nourry Thierry Perrier Jean-Louis Ricci            | Porsche 911 GT2                    | ?          | 276  |
| 18        | GT2    | 69 | Michel Nourry                         | Michel Nourry Thierry Perrier Jean-Louis Ricci            | Porsche 3.6L Turbo Flat-6          | ?          | 276  |
| 19        | GT2    | 56 | Chamberlain Engineering               | Gary Ayles Matt Turner Hans Hugenholtz                    | Chrysler Viper GTS-R               | D          | 270  |
| 19        | GT2    | 56 | Chamberlain Engineering               | Gary Ayles Matt Turner Hans Hugenholtz                    | Chrysler 8.0L V10                  | D          | 270  |
| 20        | GT2    | 68 | Elf Haberthur Racing                  | Eric Graham Hervé Poulain Jean-Luc Maury-Laribière        | Porsche 911 GT2                    | D          | 268  |
| 20        | GT2    | 68 | Elf Haberthur Racing                  | Eric Graham Hervé Poulain Jean-Luc Maury-Laribière        | Porsche 3.6L Turbo Flat-6          | D          | 268  |
| 21        | GT2    | 55 | Chamberlain Engineering               | Ni Amorim Gonçalo Gomes Manuel Mello-Breyner              | Chrysler Viper GTS-R               | D          | 264  |
| 21        | GT2    | 55 | Chamberlain Engineering               | Ni Amorim Gonçalo Gomes Manuel Mello-Breyner              | Chrysler 8.0L V10                  | D          | 264  |
| 22        | GT2    | 65 | Roock Racing                          | Rob Schirle André Ahrle David Warnock                     | Porsche 911 GT2                    | Y          | 247  |
| 22        | GT2    | 65 | Roock Racing                          | Rob Schirle André Ahrle David Warnock                     | Porsche 3.6L Turbo Flat-6          | Y          | 247  |
| 23        | GT2    | 72 | Larbre Compétition                    | Patrice Goueslard Jean-Luc Chereau Pierre Yver            | Porsche 911 GT2                    | M          | 240  |
| 23        | GT2    | 72 | Larbre Compétition                    | Patrice Goueslard Jean-Luc Chereau Pierre Yver            | Porsche 3.6L Turbo Flat-6          | M          | 240  |
| 24 ABD    | GT1    | 29 | Toyota Motorsport Toyota Team Europe  | Thierry Boutsen Ralf Kelleners Geoff Lees                 | Toyota GT-One                      | M          | 330  |
| 24 ABD    | GT1    | 29 | Toyota Motorsport Toyota Team Europe  | Thierry Boutsen Ralf Kelleners Geoff Lees                 | Toyota R36V 3.6L Turbo V8          | M          | 330  |
| 25 ABD    | GT2    | 71 | Estoril Racing Communication          | Michel Maisonneuve Manuel Monteiro Michel Monteiro        | Porsche 911 GT2                    | P          | 277  |
| 25 ABD    | GT2    | 71 | Estoril Racing Communication          | Michel Maisonneuve Manuel Monteiro Michel Monteiro        | Porsche 3.6L Turbo Flat-6          | P          | 277  |
| 26 ABD    | GT1    | 44 | Panoz Motorsports Inc. DAMS           | Éric Bernard Christophe Tinseau Johnny O'Connell          | Panoz Esperante GTR-1              | M          | 236  |
| 26 ABD    | GT1    | 44 | Panoz Motorsports Inc. DAMS           | Éric Bernard Christophe Tinseau Johnny O'Connell          | Ford Roush 6.0L V8                 | M          | 236  |
| 27 ABD    | LMP1   | 13 | Courage Compétition                   | Didier Cottaz Marc Goossens Jean-Philippe Belloc          | Courage C51                        | M          | 232  |
| 27 ABD    | LMP1   | 13 | Courage Compétition                   | Didier Cottaz Marc Goossens Jean-Philippe Belloc          | Nissan VRH35Z 3.0L Turbo V8        | M          | 232  |
| 28 ABD    | GT1    | 41 | Gulf Team Davidoff GTC Competition    | Dr. Thomas Bscher Emanuele Pirro Rinaldo Capello          | McLaren F1GTR                      | G          | 228  |
| 28 ABD    | GT1    | 41 | Gulf Team Davidoff GTC Competition    | Dr. Thomas Bscher Emanuele Pirro Rinaldo Capello          | BMW S70 6.0L V12                   | G          | 228  |
| 29 ABD    | LMP1   | 8  | Porsche AG Joest Racing               | Pierre-Henri Raphanel David Murry James Weaver            | Porsche LMP1-98                    | M          | 218  |
| 29 ABD    | LMP1   | 8  | Porsche AG Joest Racing               | Pierre-Henri Raphanel David Murry James Weaver            | Porsche Type-935 3.2L Turbo Flat-6 | M          | 218  |
| 30 ABD    | LMP1   | 10 | Pilot Racing                          | Michel Ferté Pascal Fabre François Migault                | Ferrari 333 SP                     | ?          | 203  |
| 30 ABD    | LMP1   | 10 | Pilot Racing                          | Michel Ferté Pascal Fabre François Migault                | Ferrari F310E 4.0L V12             | ?          | 203  |
| 31 ABD    | GT2    | 67 | Elf Haberthur Racing                  | Michel Neugarten Jean-Claude Lagniez David Smadja         | Porsche 911 GT2                    | D          | 198  |
| 31 ABD    | GT2    | 67 | Elf Haberthur Racing                  | Michel Neugarten Jean-Claude Lagniez David Smadja         | Porsche 3.6L Turbo Flat-6          | D          | 198  |
| 32 ABD    | GT1    | 28 | Toyota Motorsports Toyota Team Europe | Martin Brundle Emmanuel Collard Éric Hélary               | Toyota GT-One                      | M          | 191  |
| 32 ABD    | GT1    | 28 | Toyota Motorsports Toyota Team Europe | Martin Brundle Emmanuel Collard Éric Hélary               | Toyota R36V 3.6L Turbo V8          | M          | 191  |
| 33 ABD    | LMP1   | 5  | JMB Racing                            | Vincenzo Sospiri Jean-Christophe Boullion Jérôme Policand | Ferrari 333 SP                     | M          | 187  |
| 33 ABD    | LMP1   | 5  | JMB Racing                            | Vincenzo Sospiri Jean-Christophe Boullion Jérôme Policand | Ferrari F310E 4.0L V12             | M          | 187  |
| 34 ABD    | GT2    | 60 | Chereau Sports Larbre Compétition     | Jean-Pierre Jarier Carl Rosenblad Robin Donovan           | Porsche 911 GT2                    | M          | 164  |
| 34 ABD    | GT2    | 60 | Chereau Sports Larbre Compétition     | Jean-Pierre Jarier Carl Rosenblad Robin Donovan           | Porsche 3.6L Turbo Flat-6          | M          | 164  |
| 35 ABD    | GT2    | 62 | CJ Motorsport                         | John Morton John Graham Harald Grohs                      | Porsche 911 GT2                    | G          | 164  |
| 35 ABD    | GT2    | 62 | CJ Motorsport                         | John Morton John Graham Harald Grohs                      | Porsche 3.6L Turbo Flat-6          | G          | 164  |
| 36 ABD    | LMP1   | 21 | Solution F                            | Philippe Gache Wayne Gardner Didier de Radiguès           | Riley & Scott Mk III               | P          | 155  |
| 36 ABD    | LMP1   | 21 | Solution F                            | Philippe Gache Wayne Gardner Didier de Radiguès           | Ford 5.1L V8                       | P          | 155  |
| 37 ABD    | LMP1   | 14 | Courage Compétition                   | Fredrik Ekblom Patrice Gay Tetsuya Tsuchiya               | Courage C51                        | M          | 126  |
| 37 ABD    | LMP1   | 14 | Courage Compétition                   | Fredrik Ekblom Patrice Gay Tetsuya Tsuchiya               | Nissan VRH35Z 3.5L Turbo V8        | M          | 126  |
| 38 ABD    | LMP1   | 7  | Porsche AG Joest Racing               | Michele Alboreto Stefan Johansson Yannick Dalmas          | Porsche LMP1-98                    | M          | 107  |
| 38 ABD    | LMP1   | 7  | Porsche AG Joest Racing               | Michele Alboreto Stefan Johansson Yannick Dalmas          | Porsche Type-935 3.2L Turbo Flat-6 | M          | 107  |
| 39 ABD    | LMP2   | 22 | Didier Bonnet                         | Lionel Robert Eduoard Sezionale Pierre Bruneau            | Debora LMP2                        | M          | 106  |
| 39 ABD    | LMP2   | 22 | Didier Bonnet                         | Lionel Robert Eduoard Sezionale Pierre Bruneau            | BMW S50 3.2L I6                    | M          | 106  |
| 40 ABD    | GT2    | 61 | Krauss Race Sports Intl.              | Bernhard Müller Michael Trunk Ernst Palmberger            | Porsche 911 GT2                    | D          | 71   |
| 40 ABD    | GT2    | 61 | Krauss Race Sports Intl.              | Bernhard Müller Michael Trunk Ernst Palmberger            | Porsche 3.6L Turbo Flat-6          | D          | 71   |
| 41 ABD    | LMP1   | 1  | Team BMW Motorsport                   | Hans-Joachim Stuck Steve Soper Tom Kristensen             | BMW V12 LM                         | M          | 60   |
| 41 ABD    | LMP1   | 1  | Team BMW Motorsport                   | Hans-Joachim Stuck Steve Soper Tom Kristensen             | BMW S70 6.0L V12                   | M          | 60   |
| 42 ABD    | LMP1   | 2  | Team BMW Motorsport                   | Pierluigi Martini Joachim Winkelhock Johnny Cecotto       | BMW V12 LM                         | M          | 43   |
| 42 ABD    | LMP1   | 2  | Team BMW Motorsport                   | Pierluigi Martini Joachim Winkelhock Johnny Cecotto       | BMW S70 6.0L V12                   | M          | 43   |
| 43 ABD    | GT1    | 36 | AMG-Mercedes                          | Jean-Marc Gounon Ricardo Zonta Christophe Bouchut         | Mercedes-Benz CLK-LM               | B          | 31   |
| 43 ABD    | GT1    | 36 | AMG-Mercedes                          | Jean-Marc Gounon Ricardo Zonta Christophe Bouchut         | Mercedes-Benz M119 5.0L V8         | B          | 31   |
| 44 ABD    | GT2    | 50 | Viper Team Oreca                      | Karl Wendlinger Marc Duez Patrick Huisman                 | Chrysler Viper GTS-R               | M          | 28   |
| 44 ABD    | GT2    | 50 | Viper Team Oreca                      | Karl Wendlinger Marc Duez Patrick Huisman                 | Chrysler 8.0L V10                  | M          | 28   |
| 45 ABD    | GT2    | 70 | Konrad Motorsport                     | Franz Konrad Larry Schumacher Nick Ham                    | Porsche 911 GT2                    | D          | 24   |
| 45 ABD    | GT2    | 70 | Konrad Motorsport                     | Franz Konrad Larry Schumacher Nick Ham                    | Porsche 3.6L Turbo Flat-6          | D          | 24   |
| 46 ABD    | GT1    | 35 | AMG-Mercedes                          | Bernd Schneider Mark Webber Klaus Ludwig                  | Mercedes-Benz CLK-LM               | B          | 19   |
| 46 ABD    | GT1    | 35 | AMG-Mercedes                          | Bernd Schneider Mark Webber Klaus Ludwig                  | Mercedes-Benz M119 5.0L V8         | B          | 19   |
| 47 ABD    | GT2    | 73 | Konrad Motorsport                     | Toni Seiler Peter Kitchak Angelo Zadra                    | Porsche 911 GT2                    | D          | 2    |
| 47 ABD    | GT2    | 73 | Konrad Motorsport                     | Toni Seiler Peter Kitchak Angelo Zadra                    | Porsche 3.6L Turbo Flat-6          | D          | 2    |

Leggenda:
- ABD=Abbandono

## Statistiche
- Pole Position - Bernd Schneider su Mercedes-Benz CLK-LM n. 35 AMG-Mercedes - 3:35.544
- Giro più veloce in gara - Martin Brundle su Toyota GT-One n. 28 Toyota Motorsport - 3:41.809
- Distanza - 4.773,18 km
- Velocità media - 207 km/h
- Velocità massima - Toyota GT-One - 345 km/h (in prova)